# Teahupo'o
Teahupoʻo é uma vila na costa sudoeste da ilha do Taiti, Polinésia Francesa. É um local famoso por suas ondas gigantes, sendo uma das melhores esquerdas junto com Pipeline  para a prática de surfe no mundo.
Neste local, em agosto de 2014, o surfista brasileiro Gabriel Medina conquistou uma etapa do Circuito Mundial de Surfe (ASP World Tour).
Teahupoʻo sediou o torneio de surfe nos Jogos Olímpicos de Verão de 2024. Sendo 15,716 km distante da cidade-sede Paris, é um recorde de local de disputa mais longínquo.